# Amirali Saidbekov
Amirali Saidbekov (ros. Амирали Саидбеков, ur. 15 maja 1920 we wsi Tapimazar, obecnie w wilajecie fergańskim, zm. 8 kwietnia 1945 w rejonie Rogowa) – radziecki wojskowy, starszy porucznik, uhonorowany pośmiertnie tytułem Bohatera Związku Radzieckiego (1945).

## Życiorys
Urodził się w tadżyckiej rodzinie chłopskiej. Skończył technikum pedagogiczne, pracował jako kierownik sekcji w szkole średniej w rejonie So‘x w obwodzie fergańskim. W 1939 został powołany do Armii Czerwonej, brał udział w wojnie z Finlandią, a od czerwca 1941 w wojnie z Niemcami, ukończył kursy młodszych poruczników. Walczył w składzie 144 batalionu piechoty morskiej 83 Brygady Piechoty Morskiej jako dowódca kompanii, w 1942 został członkiem WKP(b). Wyróżnił się w walkach na terytorium Czechosłowacji i Polski jako dowódca kompanii 325 gwardyjskiego pułku piechoty 129 Gwardyjskiej Dywizji Piechoty 60 Armii w stopniu starszego porucznika. 23 grudnia 1944 w Czechosłowacji poprowadził kompanię do ataku, zadając duże straty Niemcom i zdobywając m.in. 5 dział i 25 samochodów, a także wiele broni; został ranny w tej walce. Od 29 marca do 4 kwietnia 1945 dowodzona przez niego kompania zdobyła wiele miejscowości w Polsce, zadając Niemcom duże straty w ludziach i technice; na stacji kolejowej Pruchna wzięła wielu jeńców. Zginął w walce w rejonie Rogowa. Został pochowany w Rybniku.

## Odznaczenia
- Złota Gwiazda Bohatera Związku Radzieckiego (pośmiertnie, 29 czerwca 1945)
- Order Lenina (pośmiertnie, 29 czerwca 1945)
- Order Aleksandra Newskiego
- Order Wojny Ojczyźnianej I klasy
- Order Wojny Ojczyźnianej II klasy
- Order Czerwonej Gwiazdy